# Kebara
De archeologische site van Kebara is een van de belangrijkste vindplaatsen van neanderthalers in de wereld. De site ligt in een grot in het Karmelgebergte, 30 km ten zuiden van de Israëlische stad Haifa. De site is een kalksteengrot van 20 bij 26 meter, waar enkele overblijfselen van neanderthalers gevonden werden. De grot vertelt ons veel over hun uitzicht, hun manier van leven, hun voeding en begrafenisrituelen

## Vondsten
De opgravingen begonnen in 1932, toen werden de lagen van het Laat-paleolithicum afgegraven. Hiernaar werd de Kebaracultuur vernoemd.
Van de jaren 60 tot jaren 90 werden de lagen van het Midden-paleolithicum afgegraven, waarbij enkele zeer intacte vondsten gevonden werden. Eén neanderthaler waarvan men schat dat die 60.000 jaar geleden leefde was bijna volledig intact. Daardoor heeft men anatomisch een beter beeld kunnen scheppen over de homo neanderthalensis. De vondst was redelijk uniek, men trof er het volgende aan: een onderkaak, vingerkootjes, armen, een schaambeen, een tongbeen en een intacte romp. Het schaambeen was hetzelfde zoals dat van de huidige mens, de tanden waren vrijwel ook hetzelfde. Wat wel opvalt is dat de neanderthaler zeer grote snijtanden hadden. Andere verschillen zijn het postuur. De neanderthaler was kleiner, maar ook veel robuuster. Men trof er ook een tongbeen aan, waarvan de vorm erop wijst dat de neanderthaler in staat was om te spreken.

## Bevindingen
De moeilijkste taak van een archeoloog is het bestuderen van het gedrag van de vroegere mens. Aan de hand van enkele vondsten kon men daar een beeld van scheppen. De neanderthaler begroef zijn doden. Naast de botten zijn ook heel wat voorwerpen gevonden, wat waarschijnlijk wijst op een geloof in een leven na de dood. In de grot zijn ook sporen van crematies gevonden. Er werden ook sporen van vuurplaatsen gevonden. De haarden buiten tonen aan dat men dierenbotten verbrandde. In de grot zijn ook tal van dierlijke botten gevonden, het gaat vooral om die van wilde zwijnen, gazellen en herten. Een opmerkelijke bevinding is dat het hoofd altijd richting oosten begraven werd, wat wijst op een ritueel.